# 彭晓辉
彭晓辉（1957年6月11日—），中国大陆著名性学家，华中师范大学生命科学院教授和硕士生导师。

## 生平
祖籍湖南，1957年，彭晓辉出生在湖北省武汉市，父亲在“文化大革命”中划分为右派，他从小就辗转于舅舅、姨妈等表亲家，过着寄人篱下的生活。
大学开始之后，一直研究性学，已经20年。他被学生和社会各界人士评为“性教授”、“性工作者”、“老师爸爸”、“彭霸天”等称号。
1992年，作为华中师范大学生物系讲师的彭晓辉，开出一门专业选修课《性生物学》，主讲课程为《人体组织解剖学》《动物及人体生理学》等。
2000年，经华师生命科学学院学术委员会审核批准，彭晓辉获得了性学研究方向硕士生导师资格。
2011年，在彭晓辉54岁的时候，他开通了微博，用140字内的文句来开讲“微性学”，他的学生则在对他的QQ印象评价为“潮男”。
2012年2月25日，彭晓辉即将邀请日本女优、现台湾红丝带基金会防艾大使红音萤到其任职的大学与大学生进行交流，但是遭到社会人士“上纲上线”的文化大革命时期人与人斗争的对待，活动被迫取消。
2014年11月7日，广州市第十二届全国性文化节开幕，彭晓辉演讲“性学”时，一名中年女性向其泼粪。

## 言论观点

### 《3D肉蒲团》看看也无妨
2011年4月22日，在彭晓辉的《人类性学》课程上，一个女生问：“彭老师，你会去看香港上映的《3D肉蒲团》吗？”彭晓辉回答：“从学术的角度，看看无妨。”并且接着阐释，“古代性小说其实也是性学的研究范围，而拍成电影的《3D肉蒲团》则纯粹属于性消费。底层大众在生活资料的获得方面处于弱势，在性资源的获得上也会因为贫富差距而在一定程度上被剥夺。那么，“挂眼科”消费这种虚拟的性资源是一个弥补，能起到稳定社会的作用。归根结底，“性”不是一个道德问题，而是一个政治和经济问题。”

### 遭遇性侵犯女性应主动递上避孕套
2011年5月10日晚，彭晓辉在《性与人际交往》的讲座上回答一个女生关于“男性处女情结”时，他说：“有一方面的原因是在面临性侵犯的时候，能及时递上避孕套，那是保护女性免受艾滋病等性传播疾病的最后一道屏障。”引起讲座现场和网络媒体的口诛笔伐，唇枪舌战。

## 著作
- 2007年，《人的性与性的人》
- 2008年，《性科学概论》